# RAF Sha Tin
L'aérodrome de Sha Tin était une petite base aérienne de la Royal Air Force située près de Sha Tin dans les Nouveaux Territoires de Hong Kong et définitivement fermée au début des années 1970 alors que la RAF regroupait toutes ses activités sur le terrain de Shek Kong.